# Циліндр (Сімак)
«Циліндр» (англ. The Birch Clump Cylinder) — науково-фантастичне оповідання Кліффорда Сімака, вперше опубліковане «Stellar» у травні 1974 року.

## Сюжет
Керівник приватного інституту Енотового Струмка просить трьох випускників допомогти із «двигуном часу», який випав з інопланетного корабля при аварії.
Двигун для вивчення бажано спочатку вимкнути, бо він постійно переміщує оточуючі предмети в часі.
Перша кандидатка — Мері Голанд, навчалась технічним наукам, потім переключилась на економіку, але зрештою стала геніальною піаністкою.
Покрутивши налаштування двигуна, вони зникла у часі. Двигун почав інтенсивніше переміщувати предмети.
Наступним був Чарлі Спенсер. Він покрутив налаштування в інший бік і вимкнув двигун, але його все таки закинуло на 15 років у майбутнє.
Там він зустрів наступного керівника інституту, який розповів, про долю Мері.
Їі закинуло на століття у минуле, де вона використала свої знання історії та економіки для створення капіталу,
на який інкогніто заснувала інститут Енотового Струмка.
Незабаром після вимкнення двигуна, згідно заповіту Мері, інститут отримав кошти для побудови космодрому.
І за промайнулі для Чарлі 15 років, інститут здійснив мандрівки до систем Альфа Центавра та 61 Лебедя.
Новий керівник пропонує Чарлі роботу по вдосконаленню двигуна під новим іменем, щоб зберегти подорожі в часі в секреті від уряду.